# Abdalqadir as-Sufi
Abdalqadir as-Sufi   (Ayr, 1930 - Ciutat del Cap, 1 d'agost de 2021), nascut Ian Dallas, fou cap de la confraria Darkawa al Marroc, fundador i cap del Moviment Mundial Murabitun, i autor de nombrosos llibres sobre l'islam, el sufisme i la teoria política. Ian Dallas fou un dramaturg i actor abans de convertir-se a l'islam el 1967 de la mà de l'imam de la mesquita al-Qarawiyyin, a Fes, Marroc.
Quan era actor, el 1963 actuà a la pel·lícula de Federico Fellini, Fellini 8 ½.
Abdalqadir as-Sufi treballà en la difusió de l'islam des que es convertí, i tenia deixebles procedents de tot el món en centres de diversos països. Seguia escrivint, i entre les seves darreres obres hi ha El llibre de Tawhid, El llibre de Hubb, El llibre d'Amal i El llibre de Safar. De l'època que era Ian Dallas són les Obres Completes d'Ian Dallas, El temps dels beduïns (sobre la política del poder), Renovació política i Provisional sóc jo. Residia a Ciutat del Cap, Sud-àfrica, on fundà el Dallas College per a la formació dels líders musulmans, i hi simultanieja les cerimònies sufís (dhikr) amb l'ensenyament de les ciències islàmiques.
A Abdalqadir se li deu també la fundació de tres noves mesquites:
- Ihsan Mosque,[3] a Norwich, Anglaterra.
- Gran Mezquita de Granada,[4] a Granada, Andalusia.
- Jumu'a Mosque,[5] a Ciutat del Cap, Sud-àfrica.